# François Couperin
François Couperin, francoski baročni skladatelj, čembalist in organist, * 10. november 1668, Pariz, † 12. september 1733, Pariz.

## Življenje in delo
François Couperin se je rodil v družini znanih francoskih glasbenikov. François II:, imenoval le Grand (Veliki) je bil najslavnejši med njimi. Pri 10-ih letih je izgubil starše. Očeta je nasledil kot organist  v cerkvi Saint-Gervais. Leta 1693 je nasledil svojega učitelja Thomelina kot organist v Chapelle Royale z naslovom organist du Roi, organist z imenovanjem Ludvika XIV. in tudi učil prince čembalo in kompozicijo. Delal je na dvoru kralja Ludvika XIV. in kasneje Ludvika XV. Couperin se je leta 1724 preselil na Rue Radziwill, blizu Académie Royale de Musique. Tam je ostal do konca svojega življenja. Umrl je v Parizu leta 1733.
Skladateljev opus obsega 230 skladb za čembalo, ki so zbrane v štirih knjigah. To so suite, ki opisujejo ljudi, naravo in vsakdanje prizore. Po zgledu Arcangela Corellija je napisal triosonate in vanje vnesel francoski stil. Namesto orgel je uporabil čembalo.
Med njegovimi skladbami najdemo tako posvetno kot cerkveno glasbo. Pisal je tudi koncerte in sonate za razne kombinacije glasbil. Za dvorne zabave je spisal ples v maskah (Les Dominos) in versajske zabave (Les Folies françaises). Pisal je tenkočutno, z glasbo je namigoval na znane osebnosti, glsba je izkazovala duševno razpoloženje, značaj pokrajine in tudi mitološki svet. Couperinova glasba zahteva dobro tehniko igranja, saj je polna hitrih odlomkov z nizom šestnajstink za dve roki, kombiniral je tudi različne tonalitete. Sodobniki so ga cenili kot mojstra za čembalo.
Bil pa je tudi glasbeni teoretik. Leta 1698 je objavil Pravila za spremljavo (Regles pour l'accompagnement), v letih 1715-1716 pa Umetnost igranja na čembalo (L'Art de toucher le clavecin). Uvedel je igranje tudi s palcem.
Odkrili in cenili so ga šele konec 19. stoletja (Brahms), Maurice Ravel je napisal suito Couperonov grob, Richard Strauss pa Divertimento op.86 za mali orkester na Couperinove teme.